# Lejek (neuroanatomia)

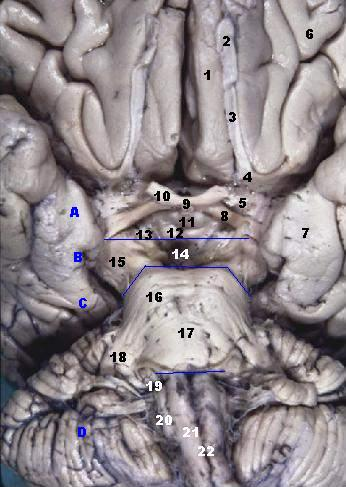
Lejek oznaczony numerem 11

Lejek (łac. infundibulum) – w anatomii człowieka część międzymózgowia, proksymalnie będąca przedłużeniem guza popielatego, natomiast dystalnie przechodząca w tylny płat przysadki. W komorze trzeciej lejek wytwarza zagłębienie za skrzyżowaniem wzrokowym, nazywane zachyłkiem lejka. W lejku przebiegają aksony komórek nerwowych zlokalizowanych w jądrach nadwzrokowym i przykomorowym podwzgórza, które transportują i magazynują hormony wytwarzane w tych jądrach: wazopresynę i oksytocynę.